# NHL 2024/2025
Sezóna 2024/2025 byla 108. sezónou v historii severoamerické a světově nejprestižnější hokejové ligy světa NHL. Základní část začala v říjnu 2024 a skončila v dubnu 2025, play-off o Stanley Cup skončilo v červnu téhož roku.

## Činnost ligy

### Vstupní draft
Draft NHL 2024 se konal 28. a 29. června 2024 ve Sphere v Las Vegas.

## Základní část

### Tabulky
| Vysvětlivky                                                                |
| -------------------------------------------------------------------------- |
| Celkový vítěz základní části (zisk Presidents' Trophy) a postup do playoff |
| Tým skončil na prvním místě v konferenci a postoupil do playoff            |
| Tým skončil na prvním místě v divizi a postoupil do playoff                |
| Ostatní týmy přímo postupující do playoff                                  |
| Postupující do playoff na divokou kartu                                    |
| Vyřazené týmy                                                              |

#### Východní konference
| Atlantická divize |                     |    |    |    |    |    |         |     |
| Poz.              | Tým                 | Z  | V  | VP | PP | P  | SCO     | B   |
| 1.                | Toronto Maple Leafs | 82 | 41 | 11 | 4  | 26 | 268:231 | 108 |
| 2.                | Tampa Bay Lightning | 82 | 41 | 6  | 8  | 27 | 294:219 | 102 |
| 3.                | Florida Panthers    | 82 | 37 | 10 | 4  | 31 | 252:223 | 98  |
| 4.                | Ottawa Senators     | 82 | 35 | 10 | 7  | 30 | 243:234 | 97  |
| 5.                | Montreal Canadiens  | 82 | 30 | 10 | 11 | 31 | 245:265 | 91  |
| 6.                | Detroit Red Wings   | 82 | 30 | 9  | 8  | 35 | 238:259 | 86  |
| 7.                | Buffalo Sabres      | 82 | 29 | 7  | 7  | 39 | 269:289 | 79  |
| 8.                | Boston Bruins       | 82 | 26 | 7  | 10 | 39 | 222:272 | 76  |

| Metropolitní divize |                       |    |    |    |    |    |         |     |
| Poz.                | Tým                   | Z  | V  | VP | PP | P  | SCO     | B   |
| 1.                  | Washington Capitals   | 82 | 43 | 8  | 9  | 22 | 288:232 | 111 |
| 2.                  | Carolina Hurricanes   | 82 | 42 | 5  | 5  | 30 | 266:233 | 99  |
| 3.                  | New Jersey Devils     | 82 | 36 | 6  | 7  | 33 | 242:222 | 91  |
| 4.                  | Columbus Blue Jackets | 82 | 30 | 10 | 9  | 33 | 273:268 | 89  |
| 5.                  | New York Rangers      | 82 | 35 | 4  | 7  | 36 | 256:255 | 85  |
| 6.                  | New York Islanders    | 82 | 28 | 7  | 12 | 35 | 224:260 | 82  |
| 7.                  | Pittsburgh Penguins   | 82 | 24 | 10 | 12 | 36 | 243:293 | 80  |
| 8.                  | Philadelphia Flyers   | 82 | 21 | 12 | 10 | 39 | 238:286 | 76  |

#### Západní konference
| Centrální divize |                     |    |    |    |    |    |         |     |
| Poz.             | Tým                 | Z  | V  | VP | PP | P  | SCO     | B   |
| 1.               | Winnipeg Jets       | 82 | 43 | 13 | 4  | 22 | 277:191 | 116 |
| 2.               | Dallas Stars        | 82 | 41 | 9  | 6  | 26 | 277:224 | 106 |
| 3.               | Colorado Avalanche  | 82 | 40 | 9  | 4  | 29 | 277:234 | 102 |
| 4.               | Minnesota Wild      | 82 | 33 | 12 | 8  | 30 | 228:239 | 97  |
| 5.               | St. Louis Blues     | 82 | 32 | 12 | 8  | 30 | 254:233 | 96  |
| 6.               | Utah Hockey Club    | 82 | 30 | 8  | 13 | 31 | 241:251 | 89  |
| 7.               | Nashville Predators | 82 | 24 | 6  | 8  | 44 | 214:274 | 68  |
| 8.               | Chicago Blackhawks  | 82 | 20 | 5  | 11 | 46 | 226:296 | 61  |

| Pacifická divize |                      |    |    |    |    |    |         |     |
| Poz.             | Tým                  | Z  | V  | VP | PP | P  | SCO     | B   |
| 1.               | Vegas Golden Knights | 82 | 46 | 4  | 10 | 22 | 275:219 | 110 |
| 2.               | Los Angeles Kings    | 82 | 43 | 5  | 9  | 25 | 250:206 | 105 |
| 3.               | Edmonton Oilers      | 82 | 36 | 12 | 5  | 29 | 259:236 | 101 |
| 4.               | Calgary Flames       | 82 | 31 | 10 | 14 | 27 | 225:238 | 96  |
| 5.               | Vancouver Canucks    | 82 | 28 | 10 | 14 | 30 | 236:253 | 90  |
| 6.               | Anaheim Ducks        | 82 | 24 | 11 | 10 | 37 | 221:263 | 80  |
| 7.               | Seattle Kraken       | 82 | 28 | 7  | 6  | 41 | 247:265 | 76  |
| 8.               | San Jose Sharks      | 82 | 14 | 6  | 12 | 50 | 210:315 | 52  |

## Hráčské statistiky základní části

### Kanadské bodování
Toto je konečné pořadí hráčů podle dosažených bodů. Za jeden vstřelený gól nebo přihrávku na gól hráč získal jeden bod. 
| Poř. | Hráč             | Tým                  | Z  | G  | A  | B   | TM | +/- |
| ---- | ---------------- | -------------------- | -- | -- | -- | --- | -- | --- |
| 1.   | Nikita Kučerov   | Tampa Bay Lightning  | 78 | 37 | 84 | 121 | 45 | +22 |
| 2.   | Nathan MacKinnon | Colorado Avalanche   | 79 | 32 | 84 | 116 | 41 | +25 |
| 3.   | Leon Draisaitl   | Edmonton Oilers      | 71 | 52 | 54 | 106 | 34 | +32 |
| 4.   | David Pastrňák   | Boston Bruins        | 82 | 43 | 63 | 106 | 42 | 0   |
| 5.   | Mitch Marner     | Toronto Maple Leafs  | 81 | 27 | 75 | 102 | 14 | +18 |
| 6.   | Connor McDavid   | Edmonton Oilers      | 67 | 26 | 74 | 100 | 37 | +20 |
| 7.   | Kyle Connor      | Winnipeg Jets        | 82 | 41 | 56 | 97  | 25 | +17 |
| 8.   | Jack Eichel      | Vegas Golden Knights | 77 | 28 | 66 | 94  | 8  | +32 |
| 9.   | Cale Makar       | Colorado Avalanche   | 80 | 30 | 62 | 92  | 14 | +28 |
| 10.  | Sidney Crosby    | Pittsburgh Penguins  | 80 | 33 | 58 | 91  | 31 | -20 |

### Hodnocení brankářů
Toto je konečné pořadí nejlepších deseti brankářů seřazených podle průměru obdržených branek na zápas. Odchytaných minimálně 1 920 minut. 
| Poř. | Hráč                | Tým                  | Z  | MIN     | OG  | PZ    | PS    | POG  | Úsp% |
| ---- | ------------------- | -------------------- | -- | ------- | --- | ----- | ----- | ---- | ---- |
| 1.   | Connor Hellebuyck   | Winnipeg Jets        | 63 | 3741:22 | 125 | 1 539 | 1 664 | 2.00 | 92.5 |
| 2.   | Darcy Kuemper       | Los Angeles Kings    | 50 | 2973:39 | 100 | 1 168 | 1 267 | 2.02 | 92.2 |
| 3.   | Anthony Stolarz     | Toronto Maple Leafs  | 34 | 1986:54 | 71  | 884   | 955   | 2.14 | 92.6 |
| 4.   | Andrej Vasilevskij  | Tampa Bay Lightning  | 63 | 3743:05 | 136 | 1 581 | 1 716 | 2.18 | 92.1 |
| 5.   | Sergej Bobrovskij   | Florida Panthers     | 54 | 3199:59 | 130 | 1 247 | 1 377 | 2.44 | 90.6 |
| 6.   | Adin Hill           | Vegas Golden Knights | 50 | 2940:13 | 121 | 1 172 | 1 293 | 2.47 | 90.6 |
| 7.   | Logan Thompson      | Washington Capitals  | 43 | 2535:09 | 105 | 1 067 | 1 172 | 2.49 | 91.0 |
| 8.   | Jacob Markström     | New Jersey Devils    | 49 | 2903:01 | 121 | 1 093 | 1 214 | 2.50 | 90.0 |
| 9.   | Mackenzie Blackwood | Colorado Avalanche   | 56 | 3223:38 | 137 | 1 413 | 1 549 | 2.55 | 91.2 |
| 10.  | Filip Gustavsson    | Minnesota Wild       | 58 | 3423:35 | 146 | 1 547 | 1 693 | 2.56 | 91.4 |

## Play-off

### Pavouk
Všechny série play-off se hrají na čtyři vítězná utkání.
|  | Čtvrtfinále konference | Čtvrtfinále konference | Čtvrtfinále konference |   |             | Semifinále konference | Semifinále konference | Semifinále konference |  |    | Finále konference | Finále konference | Finále konference |  |    | Finále Stanley Cupu | Finále Stanley Cupu | Finále Stanley Cupu |
|  |                        |                        |                        |   |             |                       |                       |                       |  |    |                   |                   |                   |  |    |                     |                     |                     |
|  | A1                     | Toronto                | 4                      |   |             |                       |                       |                       |  |    |                   |                   |                   |  |    |                     |                     |                     |
|  | WC                     | Ottawa                 | 2                      |   |             |                       |                       |                       |  |    |                   |                   |                   |  |    |                     |                     |                     |
|  | WC                     | Ottawa                 | 2                      |   | A1          | Toronto               | 3                     |                       |  |    |                   |                   |                   |  |    |                     |                     |                     |
|  |                        |                        |                        |   | A1          | Toronto               | 3                     |                       |  |    |                   |                   |                   |  |    |                     |                     |                     |
|  |                        | A3                     | Florida                | 4 |             |                       |                       |                       |  |    |                   |                   |                   |  |    |                     |                     |                     |
|  | A2                     | A3                     | Florida                | 4 | Tampa Bay   | 1                     |                       |                       |  |    |                   |                   |                   |  |    |                     |                     |                     |
|  | A2                     |                        |                        |   | Tampa Bay   | 1                     |                       |                       |  |    |                   |                   |                   |  |    |                     |                     |                     |
|  | A3                     | Florida                | 4                      |   |             |                       |                       |                       |  |    |                   |                   |                   |  |    |                     |                     |                     |
|  | A3                     | Florida                | 4                      |   |             |                       |                       |                       |  | M2 | Carolina          | 1                 |                   |  |    |                     |                     |                     |
|  | Východní konference    |                        |                        |   |             |                       |                       |                       |  | M2 | Carolina          | 1                 |                   |  |    |                     |                     |                     |
|  |                        | A3                     | Florida                | 4 |             |                       |                       |                       |  |    |                   |                   |                   |  |    |                     |                     |                     |
|  | M1                     | A3                     | Florida                | 4 | Washington  | 4                     |                       |                       |  |    |                   |                   |                   |  |    |                     |                     |                     |
|  | M1                     |                        |                        |   | Washington  | 4                     |                       |                       |  |    |                   |                   |                   |  |    |                     |                     |                     |
|  | WC                     | Montreal               | 1                      |   |             |                       |                       |                       |  |    |                   |                   |                   |  |    |                     |                     |                     |
|  | WC                     | Montreal               | 1                      |   | M1          | Washington            | 1                     |                       |  |    |                   |                   |                   |  |    |                     |                     |                     |
|  |                        |                        |                        |   | M1          | Washington            | 1                     |                       |  |    |                   |                   |                   |  |    |                     |                     |                     |
|  |                        | M2                     | Carolina               | 4 |             |                       |                       |                       |  |    |                   |                   |                   |  |    |                     |                     |                     |
|  | M2                     | M2                     | Carolina               | 4 | Carolina    | 4                     |                       |                       |  |    |                   |                   |                   |  |    |                     |                     |                     |
|  | M2                     |                        |                        |   | Carolina    | 4                     |                       |                       |  |    |                   |                   |                   |  |    |                     |                     |                     |
|  | M3                     | New Jersey             | 1                      |   |             |                       |                       |                       |  |    |                   |                   |                   |  |    |                     |                     |                     |
|  | M3                     | New Jersey             | 1                      |   |             |                       |                       |                       |  |    |                   |                   |                   |  | A3 | Florida             | 0                   |                     |
|  |                        |                        |                        |   |             |                       |                       |                       |  |    |                   |                   |                   |  | A3 | Florida             | 0                   |                     |
|  |                        | P3                     | Edmonton               | 0 |             |                       |                       |                       |  |    |                   |                   |                   |  |    |                     |                     |                     |
|  | C1                     | P3                     | Edmonton               | 0 | Winnipeg    | 4                     |                       |                       |  |    |                   |                   |                   |  |    |                     |                     |                     |
|  | C1                     |                        |                        |   | Winnipeg    | 4                     |                       |                       |  |    |                   |                   |                   |  |    |                     |                     |                     |
|  | WC                     | St. Louis              | 3                      |   |             |                       |                       |                       |  |    |                   |                   |                   |  |    |                     |                     |                     |
|  | WC                     | St. Louis              | 3                      |   | C1          | Winnipeg              | 2                     |                       |  |    |                   |                   |                   |  |    |                     |                     |                     |
|  |                        |                        |                        |   | C1          | Winnipeg              | 2                     |                       |  |    |                   |                   |                   |  |    |                     |                     |                     |
|  |                        | C2                     | Dallas                 | 4 |             |                       |                       |                       |  |    |                   |                   |                   |  |    |                     |                     |                     |
|  | C2                     | C2                     | Dallas                 | 4 | Dallas      | 4                     |                       |                       |  |    |                   |                   |                   |  |    |                     |                     |                     |
|  | C2                     |                        |                        |   | Dallas      | 4                     |                       |                       |  |    |                   |                   |                   |  |    |                     |                     |                     |
|  | C3                     | Colorado               | 3                      |   |             |                       |                       |                       |  |    |                   |                   |                   |  |    |                     |                     |                     |
|  | C3                     | Colorado               | 3                      |   |             |                       |                       |                       |  | C2 | Dallas            | 1                 |                   |  |    |                     |                     |                     |
|  | Západní konference     |                        |                        |   |             |                       |                       |                       |  | C2 | Dallas            | 1                 |                   |  |    |                     |                     |                     |
|  |                        | P3                     | Edmonton               | 4 |             |                       |                       |                       |  |    |                   |                   |                   |  |    |                     |                     |                     |
|  | P1                     | P3                     | Edmonton               | 4 | Vegas       | 4                     |                       |                       |  |    |                   |                   |                   |  |    |                     |                     |                     |
|  | P1                     |                        |                        |   | Vegas       | 4                     |                       |                       |  |    |                   |                   |                   |  |    |                     |                     |                     |
|  | WC                     | Minnesota              | 2                      |   |             |                       |                       |                       |  |    |                   |                   |                   |  |    |                     |                     |                     |
|  | WC                     | Minnesota              | 2                      |   | P1          | Vegas                 | 1                     |                       |  |    |                   |                   |                   |  |    |                     |                     |                     |
|  |                        |                        |                        |   | P1          | Vegas                 | 1                     |                       |  |    |                   |                   |                   |  |    |                     |                     |                     |
|  |                        | P3                     | Edmonton               | 4 |             |                       |                       |                       |  |    |                   |                   |                   |  |    |                     |                     |                     |
|  | P2                     | P3                     | Edmonton               | 4 | Los Angeles | 2                     |                       |                       |  |    |                   |                   |                   |  |    |                     |                     |                     |
|  | P2                     |                        |                        |   | Los Angeles | 2                     |                       |                       |  |    |                   |                   |                   |  |    |                     |                     |                     |
|  | P3                     | Edmonton               | 4                      |   |             |                       |                       |                       |  |    |                   |                   |                   |  |    |                     |                     |                     |

- A1, A2, A3 - týmy z Atlantické divize
- M1, M2, M3 - týmy z Metropolitní divize
- C1, C2, C3 - týmy z Centrální divize
- P1, P2, P3 - týmy z Pacifické divize
- WC - týmy na divokou kartu

### Čtvrtfinále Východní konference
Všechny časy zápasů jsou uvedeny ve středoevropském letním čase (UTC+2).

#### Toronto Maple Leafs (A1) – Ottawa Senators (WC)
| 21. dubna 2025 01:00 | Toronto Maple Leafs | 6 : 2 (2:1, 2:0, 2:1) | Ottawa Senators | Scotiabank Arena, Toronto Návštěvnost: 19 072 (vyprodáno) |  |

| Report | |                                 |                                                                |  |
| Anthony Stolarz | Anthony Stolarz | Brankáři                        | Linus Ullmark                                                  |  |
| Ekman-Larsson (Laughton, Järnkrök) 07:09' Marner (Matthews) 12:18' Tavares (Nylander, Marner) 24:07' Nylander (Tavares) 27:19' Rielly (Robertson, McMann) 44:45' Knies (Matthews, Marner) 53:13' | Ekman-Larsson (Laughton, Järnkrök) 07:09' Marner (Matthews) 12:18' Tavares (Nylander, Marner) 24:07' Nylander (Tavares) 27:19' Rielly (Robertson, McMann) 44:45' Knies (Matthews, Marner) 53:13' | 1:0 2:0 2:1 3:1 4:1 4:2 5:2 6:2 | 16:18' Batherson (Cozens, Perron) 44:00' Greig (Amadio, Pinto) |  |
| 16 min | 16 min | Tresty                          | 36 min                                                         |  |
| 24 | 24 | Střely                          | 33                                                             |  |

| 23. dubna 2025 01:30 | Toronto Maple Leafs | 3 : 2 PP (2:0, 0:1, 0:1 - 1:0) | Ottawa Senators | Scotiabank Arena, Toronto Návštěvnost: 19 333 (vyprodáno) |  |

| Report                                                                                   |                                                                                          |                     |                                                                  |  |
| Anthony Stolarz                                                                          | Anthony Stolarz                                                                          | Brankáři            | Linus Ullmark                                                    |  |
| Rielly (Nylander, Tavares) 03:43' Tavares (Marner, Matthews) 08:20' Domi (Benoit) 63:09' | Rielly (Nylander, Tavares) 03:43' Tavares (Marner, Matthews) 08:20' Domi (Benoit) 63:09' | 1:0 2:0 2:1 2:2 3:2 | 35:41' Tkachuk (Giroux, Chabot) 54:47' Gaudete (Kleven, Stützle) |  |
| 8 min                                                                                    | 8 min                                                                                    | Tresty              | 4 min                                                            |  |
| 21                                                                                       | 21                                                                                       | Střely              | 28                                                               |  |

| 25. dubna 2025 01:00 | Ottawa Senators | 2 : 3 PP (0:0, 1:1, 1:1 - 0:1) | Toronto Maple Leafs | Canadian Tire Centre, Ottawa Návštěvnost: 19 073 (vyprodáno) |  |

| Report                                                               |                                                                      |                     |                                                                                           |  |
| Linus Ullmark                                                        | Linus Ullmark                                                        | Brankáři            | Anthony Stolarz                                                                           |  |
| Giroux (Sanderson, Batherson) 21:38' Tkachuk (Giroux, Kleven) 51:22' | Giroux (Sanderson, Batherson) 21:38' Tkachuk (Giroux, Kleven) 51:22' | 1:0 1:1 1:2 2:2 2:3 | 28:31' Knies (Nylander, Marner) 40:32' Matthews (Marner, Rielly) 61:19' Benoit (Matthews) |  |
| 8 min                                                                | 8 min                                                                | Tresty              | 12 min                                                                                    |  |
| 20                                                                   | 20                                                                   | Střely              | 20                                                                                        |  |

| 27. dubna 2025 01:00 | Ottawa Senators | 4 : 3 PP (2:1, 0:1, 1:1 - 1:0) | Toronto Maple Leafs | Canadian Tire Centre, Ottawa Návštěvnost: 19 094 (vyprodáno) |  |

| Report |

| 30. dubna 2025 01:00 | Toronto Maple Leafs | 0 : 4 (0:0, 0:1, 0:3) | Ottawa Senators | Scotiabank Arena, Toronto Návštěvnost: 19 438 (vyprodáno) |  |

| Report |

| 2. května 2025 01:00 | Ottawa Senators | 2 : 4 (0:1, 1:1, 1:2) | Toronto Maple Leafs | Canadian Tire Centre, Ottawa Návštěvnost: 19 007 (vyprodáno) |  |

| Report |

Konečný stav série 4:2 na zápasy pro Toronto Maple Leafs.

#### Tampa Bay Lightning (A2) – Florida Panthers (A3)
| 23. dubna 2025 02:30 | Tampa Bay Lightning | 2 : 6 (1:2, 1:3, 0:1) | Florida Panthers | Amalie Arena, Tampa Návštěvnost: 19 092 (vyprodáno) |  |

| Report                                                               |                                                                      |                                 | |  |
| Andrej Vasilevskij                                                   | Andrej Vasilevskij                                                   | Brankáři                        | Sergej Bobrovskij |  |
| Guentzel (Kučerov, Hedman) 12:21' Point (McDonagh, Goncalves) 33:04' | Guentzel (Kučerov, Hedman) 12:21' Point (McDonagh, Goncalves) 33:04' | 0:1 1:1 1:2 1:3 1:4 2:4 2:5 2:6 | 03:44' Bennett (Samoskevich) 19:15' Reinhart (Kulikov, Verhaeghe) 24:41' Schmidt (Marchand, Bennett) 24:55' Tkachuk (Reinhart, Barkov) 29:44' Tkachuk 45:09' Schmidt (Tkachuk, Barkov) |  |
| 6 min                                                                | 6 min                                                                | Tresty                          | 6 min |  |
| 22                                                                   | 22                                                                   | Střely                          | 16 |  |

| 25. dubna 2025 00:30 | Tampa Bay Lightning | 0 : 2 (0:1, 0:0, 0:1) | Florida Panthers | Amalie Arena, Tampa Návštěvnost: 19 092 (vyprodáno) |  |

| Report             |                    |          |                                                          |  |
| Andrej Vasilevskij | Andrej Vasilevskij | Brankáři | Sergej Bobrovskij                                        |  |
|                    |                    | 0:1 0:2  | 04:15' Schmidt (Reinhart, Barkov) 59:56' Bennett (Jones) |  |
| 15 min             | 15 min             | Tresty   | 16 min                                                   |  |
| 19                 | 19                 | Střely   | 22                                                       |  |

| 26. dubna 2025 19:00 | Florida Panthers | 1 : 5 (1:1, 0:1, 0:3) | Tampa Bay Lightning | Amerant Bank Arena, Sunrise Návštěvnost: 19 587 (vyprodáno) |  |

| Report |

| 29. dubna 2025 01:00 | Florida Panthers | 4 : 2 (0:0, 1:2, 3:0) | Tampa Bay Lightning | Amerant Bank Arena, Sunrise Návštěvnost: 19 551 (vyprodáno) |  |

| Report |

| 1. května 2025 01:30 | Tampa Bay Lightning | 3 : 6 (2:2, 1:2, 0:2) | Florida Panthers | Amalie Arena, Tampa Návštěvnost: 19 092 (vyprodáno) |  |

| Report |

Konečný stav série 4:1 na zápasy pro Florida Panthers.

#### Washington Capitals (M1) – Montreal Canadiens (WC)
| 22. dubna 2025 01:00 | Washington Capitals | 3 : 2 PP (1:0, 1:0, 0:2 - 1:0) | Montreal Canadiens | Capital One Arena, Washington, D.C. Návštěvnost: 18 573 (vyprodáno) |  |

| Report                                                                                            |                                                                                                   |                     |                                                                 |  |
| Logan Thompson                                                                                    | Logan Thompson                                                                                    | Brankáři            | Samuel Montembeault                                             |  |
| Ovečkin (Wilson, Strome) 18:34' Beauvillier (Ovečkin, Strome) 32:09' Ovečkin (Beauvillier) 62:26' | Ovečkin (Wilson, Strome) 18:34' Beauvillier (Ovečkin, Strome) 32:09' Ovečkin (Beauvillier) 62:26' | 1:0 2:0 2:1 2:2 3:2 | 50:32' Caufield (Laine, Hutson) 55:45' Suzuki (Carrier, Hutson) |  |
| 8 min                                                                                             | 8 min                                                                                             | Tresty              | 8 min                                                           |  |
| 32                                                                                                | 32                                                                                                | Střely              | 35                                                              |  |

| 24. dubna 2025 01:00 | Washington Capitals | 3 : 1 (0:0, 2:1, 1:0) | Montreal Canadiens | Capital One Arena, Washington, D.C. Návštěvnost: 18 573 (vyprodáno) |  |

| Report                                                                                            |                                                                                                   |                 |                                     |  |
| Logan Thompson                                                                                    | Logan Thompson                                                                                    | Brankáři        | Samuel Montembeault                 |  |
| McMichael (Raddysh) 23:47' Strome (Beauvillier, Leonard) 24:47' McMichael (Dubois, Wilson) 59:58' | McMichael (Raddysh) 23:47' Strome (Beauvillier, Leonard) 24:47' McMichael (Dubois, Wilson) 59:58' | 0:1 1:1 2:1 3:1 | 21:16' Dvorak (Anderson, Gallagher) |  |
| 8 min                                                                                             | 8 min                                                                                             | Tresty          | 6 min                               |  |
| 31                                                                                                | 31                                                                                                | Střely          | 26                                  |  |

| 26. dubna 2025 01:00 | Montreal Canadiens | 6 : 3 (1:1, 2:1, 3:1) | Washington Capitals | Centre Bell, Montréal Návštěvnost: 21 105 (vyprodáno) |  |

| Report | |                                     | |  |
| Samuel Montembeault Jakub Dobeš | Samuel Montembeault Jakub Dobeš | Brankáři                            | Logan Thompson Charlie Lindgren                                                                         |  |
| Carrier (Newhook, Evans) 19:07' Suzuki 28:37' Caufield (Hutson) 39:51' Dvorak (Savard, Armia) 44:17' Slafkovský (Caufield) 53:23' Newhook (Gallagher, Matheson) 57:35' | Carrier (Newhook, Evans) 19:07' Suzuki 28:37' Caufield (Hutson) 39:51' Dvorak (Savard, Armia) 44:17' Slafkovský (Caufield) 53:23' Newhook (Gallagher, Matheson) 57:35' | 0:1 1:1 2:1 2:2 3:2 3:3 4:3 5:3 6:3 | 03:20' McMichael (Roy, Sandin) 30:47' Chychrun (Mangiapane, Eller) 42:39' Ovečkin (Strome, Beauvillier) |  |
| 18 min | 18 min | Tresty                              | 24 min                                                                                                  |  |
| 40 | 40 | Střely                              | 21 |  |

| 28. dubna 2025 00:30 | Montreal Canadiens | 2 : 5 (0:0, 2:1, 0:4) | Washington Capitals | Centre Bell, Montréal Návštěvnost: 21 105 (vyprodáno) |  |

| Report |

| 1. května 2025 01:00 | Washington Capitals | 4 : 1 (2:0, 1:0, 1:1) | Montreal Canadiens | Capital One Arena, Washington, D.C. Návštěvnost: 18 573 (vyprodáno) |  |

| Report |

Konečný stav série 4:1 na zápasy pro Washington Capitals.

#### Carolina Hurricanes (M2) – New Jersey Devils (M3)
| 20. dubna 2025 21:00 | Carolina Hurricanes | 4 : 1 (1:0, 2:1, 1:0) | New Jersey Devils | PNC Arena, Raleigh Návštěvnost: 18 895 (vyprodáno) |  |

| Report | |                     |                                |  |
| Frederik Andersen | Frederik Andersen | Brankáři            | Jacob Markström                |  |
| Chatfield (Robinson, Roslovic) 02:24' Stankoven (Martinook, Slavin) 26:37' Stankoven (Hall, Kotkaniemi) 33:08' Svečnikov (Hall) 57:32' | Chatfield (Robinson, Roslovic) 02:24' Stankoven (Martinook, Slavin) 26:37' Stankoven (Hall, Kotkaniemi) 33:08' Svečnikov (Hall) 57:32' | 1:0 2:0 3:0 3:1 4:1 | 38:51' Hischier (Bratt, Pesce) |  |
| 6 min | 6 min | Tresty              | 8 min                          |  |
| 44 | 44 | Střely              | 24                             |  |

| 23. dubna 2025 00:00 | Carolina Hurricanes | 3 : 1 (0:1, 2:0, 1:0) | New Jersey Devils | PNC Arena, Raleigh Návštěvnost: 18 910 (vyprodáno) |  |

| Report                                                                              |                                                                                     |                 |                                |  |
| Frederik Andersen                                                                   | Frederik Andersen                                                                   | Brankáři        | Jacob Markström                |  |
| Gostisbehere (Blake, Aho) 22:57' Martinook (Orlov) 25:54' Jarvis (Martinook) 59:23' | Gostisbehere (Blake, Aho) 22:57' Martinook (Orlov) 25:54' Jarvis (Martinook) 59:23' | 0:1 1:1 2:1 3:1 | 03:51' Bratt (Haula, Hamilton) |  |
| 8 min                                                                               | 8 min                                                                               | Tresty          | 8 min                          |  |
| 27                                                                                  | 27                                                                                  | Střely          | 26                             |  |

| 26. dubna 2025 02:00 | New Jersey Devils | 3 : 2 PP2 (1:0, 0:0, 1:2 - 0:0, 1:0) | Carolina Hurricanes | Prudential Center, Newark Návštěvnost: 16 682 (vyprodáno) |  |

| Report                                                            |                                                                   |                     |                                                          |  |
| Jacob Markström                                                   | Jacob Markström                                                   | Brankáři            | Frederik Andersen                                        |  |
| Hischier (Meier, Palát) 16:11' Mercer (Bratt) 41:18' Nemec 82:36' | Hischier (Meier, Palát) 16:11' Mercer (Bratt) 41:18' Nemec 82:36' | 1:0 2:0 2:1 2:2 3:2 | 46:11' Jarvis (Aho, Gostisbehere) 52:20' Aho (Svečnikov) |  |
| 10 min                                                            | 10 min                                                            | Tresty              | 12 min                                                   |  |
| 37                                                                | 37                                                                | Střely              | 27                                                       |  |

| 27. dubna 2025 21:30 | New Jersey Devils | 2 : 5 (0:2, 2:1, 0:2) | Carolina Hurricanes | Prudential Center, Newark Návštěvnost: 17 054 (vyprodáno) |  |

| Report                                      |                                             |                             | |  |
| Jacob Markström                             | Jacob Markström                             | Brankáři                    | Frederik Andersen Pjotr Kočetkov |  |
| Hischier (Palát, Meier) 22:45' Meier 27:34' | Hischier (Palát, Meier) 22:45' Meier 27:34' | 0:1 0:2 0:3 1:3 2:3 2:4 2:5 | 00:52' Svečnikov (Burns, Blake) 09:47' Slavin 20:42' Svečnikov (Jarvis, Aho) 54:14' Martinook (Burns) 56:43' Svečnikov (Blake, Aho) |  |
| 16 min                                      | 16 min                                      | Tresty                      | 14 min |  |
| 22                                          | 22                                          | Střely                      | 28 |  |

| 30. dubna 2025 01:30 | Carolina Hurricanes | 5 : 4 PP2 (0:3, 4:1, 0:0 - 0:0, 1:0) | New Jersey Devils | PNC Arena, Raleigh Návštěvnost: 18 933 (vyprodáno) |  |

| Report | |                                     | |  |
| Pjotr Kočetkov | Pjotr Kočetkov | Brankáři                            | Jacob Markström                                                                                             |  |
| Hall (Stankoven, Slavin) 21:46' Blake (Jankowski) 24:01' Svečnikov (Orlov, Aho) 25:40' Aho (Jarvis, Gostisbehere) 31:27' Aho (Gostisbehere, Jarvis) 84:17' | Hall (Stankoven, Slavin) 21:46' Blake (Jankowski) 24:01' Svečnikov (Orlov, Aho) 25:40' Aho (Jarvis, Gostisbehere) 31:27' Aho (Gostisbehere, Jarvis) 84:17' | 0:1 0:2 0:3 1:3 2:3 3:3 3:4 4:4 5:4 | 03:46' Mercer (Pesce) 05:31' Meier (Pesce) 09:55' Noesen (Nemec, Hamilton) 27:26' Hischier (Cotter, Noesen) |  |
| 6 min | 6 min | Tresty                              | 12 min |  |
| 53 | 53 | Střely                              | 35 |  |

Konečný stav série 4:1 na zápasy pro Carolina Hurricanes.

### Čtvrtfinále Západní konference
Všechny časy zápasů jsou uvedeny ve středoevropském letním čase (UTC+2).

#### Winnipeg Jets (C1) – St. Louis Blues (WC)
| 20. dubna 2025 00:00 | Winnipeg Jets | 5 : 3 (2:2, 0:1, 3:0) | St. Louis Blues | Canada Life Center, Winnipeg Návštěvnost: 15 225 |  |

| Report | |                                 | |  |
| Connor Hellebuyck | Connor Hellebuyck | Brankáři                        | Jordan Binnington                                                                                  |  |
| Scheifele (Connor, Morrissey) 13:38' Anderson-Dolan (Barron, Schenn) 15:02' Iafallo (Scheifele, Connor) 49:18' Connor (Scheifele, Morrissey) 58:24' Lowry (Appleton) 59:07' | Scheifele (Connor, Morrissey) 13:38' Anderson-Dolan (Barron, Schenn) 15:02' Iafallo (Scheifele, Connor) 49:18' Connor (Scheifele, Morrissey) 58:24' Lowry (Appleton) 59:07' | 0:1 1:1 2:1 2:2 2:3 3:3 4:3 5:3 | 09:31' Thomas (Fowler, Bučněvič) 18:10' Sundqvist (Bolduc, Faulk) 21:13' Kyrou (Faulk, Neighbours) |  |
| 46 min | 46 min | Tresty                          | 58 min                                                                                             |  |
| 25 | 25 | Střely                          | 17                                                                                                 |  |

| 22. dubna 2025 01:30 | Winnipeg Jets | 2 : 1 (1:1, 0:0, 1:0) | St. Louis Blues | Canada Life Center, Winnipeg Návštěvnost: 15 225 |  |

| Report                                                        |                                                               |             |                                     |  |
| Connor Hellebuyck                                             | Connor Hellebuyck                                             | Brankáři    | Jordan Binnington                   |  |
| Scheifele (Demelo) 16:32' Connor (Perfetti, Scheifele) 41:43' | Scheifele (Demelo) 16:32' Connor (Perfetti, Scheifele) 41:43' | 1:0 1:1 2:1 | 19:58' Snuggerud (Bučněvič, Fowler) |  |
| 8 min                                                         | 8 min                                                         | Tresty      | 4 min                               |  |
| 22                                                            | 22                                                            | Střely      | 22                                  |  |

| 25. dubna 2025 03:30 | St. Louis Blues | 7 : 2 (3:0, 0:0, 4:2) | Winnipeg Jets | Enterprise Center, St. Louis Návštěvnost: 18 096 (vyprodáno) |  |

| Report | |                                     |                                                                            |  |
| Jordan Binnington | Jordan Binnington | Brankáři                            | Connor Hellebuyck Eric Comrie                                              |  |
| Bučněvič (Snuggerud, Fowler) 00:48' Bučněvič (Thomas, Fowler) 03:11' Fowler (Thomas, Bučněvič) 15:51' Bučněvič (Thomas) 45:24' Kyrou (Fowler) 47:56' Toropčenko (Neighbours, Faksa) 50:32' Parayko (Fowler, Neighbours) 56:17' | Bučněvič (Snuggerud, Fowler) 00:48' Bučněvič (Thomas, Fowler) 03:11' Fowler (Thomas, Bučněvič) 15:51' Bučněvič (Thomas) 45:24' Kyrou (Fowler) 47:56' Toropčenko (Neighbours, Faksa) 50:32' Parayko (Fowler, Neighbours) 56:17' | 1:0 2:0 3:0 3:1 4:1 5:1 6:1 6:2 7:2 | 44:32' Gustafsson (Anderson-Dolan, Barron) 52:50' Pionk (Miller, Appleton) |  |
| 22 min | 22 min | Tresty                              | 40 min                                                                     |  |
| 28 | 28 | Střely                              | 18                                                                         |  |

| 27. dubna 2025 19:00 | St. Louis Blues | 5 : 1 (1:1, 3:0, 1:0) | Winnipeg Jets | Enterprise Center, St. Louis Návštěvnost: 18 096 (vyprodáno) |  |

| Report |

| 1. května 2025 03:30 | Winnipeg Jets | 5 : 3 (2:1, 2:1, 1:1) | St. Louis Blues | Canada Life Center, Winnipeg Návštěvnost: 15 225 |  |

| Report |

| 3. května 2025 02:00 | St. Louis Blues | 02:00 | Winnipeg Jets | Enterprise Center, St. Louis |  |

| Report |

| 5. května 2025 | Winnipeg Jets |  | St. Louis Blues | Canada Life Center, Winnipeg |  |

Konečný stav série 4:3 na zápasy pro Winnipeg Jets.

#### Dallas Stars (C2) – Colorado Avalanche (C3)
| 20. dubna 2025 02:30 | Dallas Stars | 1 : 5 (0:0, 0:2, 1:3) | Colorado Avalanche | American Airlines Center, Dallas Návštěvnost: 18 532 (vyprodáno) |  |

| Report |

| 22. dubna 2025 03:30 | Dallas Stars | 4 : 3 PP (1:1, 1:2, 1:0 - 1:0) | Colorado Avalanche | American Airlines Center, Dallas Návštěvnost: 18 532 (vyprodáno) |  |

| Report |

| 24. dubna 2025 03:30 | Colorado Avalanche | 1 : 2 PP (1:0, 0:0, 0:1 - 0:1) | Dallas Stars | Ball Arena, Denver Návštěvnost: 18 109 (vyprodáno) |  |

| Report |

| 27. dubna 2025 03:30 | Colorado Avalanche | 4 : 0 (2:0, 1:0, 1:0) | Dallas Stars | Ball Arena, Denver Návštěvnost: 18 129 (vyprodáno) |  |

| Report |

| 29. dubna 2025 03:30 | Dallas Stars | 6 : 2 (2:0, 3:2, 1:0) | Colorado Avalanche | American Airlines Center, Dallas Návštěvnost: 18 532 (vyprodáno) |  |

| Report |

| 2. května 2025 03:30 | Colorado Avalanche | 7 : 4 (2:0, 1:4, 4:0) | Dallas Stars | Ball Arena, Denver Návštěvnost: 18 099 (vyprodáno) |  |

| Report |

| 4. května 2025 02:00 | Dallas Stars | 4 : 2 (0:0, 0:1, 4:1) | Colorado Avalanche | American Airlines Center, Dallas |  |

| Report |

Konečný stav série 4:3 na zápasy pro Dallas Stars

#### Vegas Golden Knights (P1) – Minnesota Wild (WC)
| 21. dubna 2025 04:00 | Vegas Golden Knights | 4 : 2 (1:1, 1:0, 2:1) | Minnesota Wild | T-Mobile Arena, Paradise Návštěvnost: 18 016 (vyprodáno) |  |

| Report |

| 23. dubna 2025 05:00 | Vegas Golden Knights | 2 : 5 (0:3, 1:1, 1:1) | Minnesota Wild | T-Mobile Arena, Paradise Návštěvnost: 18 311 (vyprodáno) |  |

| Report |

| 25. dubna 2025 03:00 | Minnesota Wild | 5 : 2 (2:1, 2:0, 1:1) | Vegas Golden Knights | Xcel Energy Center, Saint Paul Návštěvnost: 19 058 (vyprodáno) |  |

| Report |

| 26. dubna 2025 22:00 | Minnesota Wild | 3 : 4 PP (1:1, 1:0, 1:2 - 0:1) | Vegas Golden Knights | Xcel Energy Center, Saint Paul Návštěvnost: 19 324 (vyprodáno) |  |

| Report |

| 30. dubna 2025 03:30 | Vegas Golden Knights | 3 : 2 PP (2:1, 0:0, 0:1 - 1:0) | Minnesota Wild | T-Mobile Arena, Paradise Návštěvnost: 18 441 (vyprodáno) |  |

| Report |

| 2. května 2025 01:30 | Minnesota Wild | 2 : 3 (1:1, 0:1, 1:1) | Vegas Golden Knights | Xcel Energy Center, Saint Paul Návštěvnost: 19 047 (vyprodáno) |  |

| Report |

Konečný stav série 4:2 na zápasy pro Vegas Golden Knights.

#### Los Angeles Kings (P2) – Edmonton Oilers (P3)
| 22. dubna 2025 04:00 | Los Angeles Kings | 6 : 5 (2:0, 2:1, 2:4) | Edmonton Oilers | Crypto.com Arena, Los Angeles Návštěvnost: 18 145 (vyprodáno) |  |

| Report |

| 24. dubna 2025 04:00 | Los Angeles Kings | 6 : 2 (1:0, 2:1, 3:1) | Edmonton Oilers | Crypto.com Arena, Los Angeles Návštěvnost: 18 145 (vyprodáno) |  |

| Report |

| 26. dubna 2025 04:00 | Edmonton Oilers | 7 : 4 (2:1, 1:3, 4:0) | Los Angeles Kings | Rogers Place, Edmonton Návštěvnost: 18 347 (vyprodáno) |  |

| Report |

| 28. dubna 2025 03:30 | Edmonton Oilers | 4 : 3 PP (0:1, 1:2, 2:0 - 1:0) | Los Angeles Kings | Rogers Place, Edmonton Návštěvnost: 18 347 (vyprodáno) |  |

| Report |

| 30. dubna 2025 04:00 | Los Angeles Kings | 1 : 3 (0:0, 1:1, 0:2) | Edmonton Oilers | Crypto.com Arena, Los Angeles Návštěvnost: 18 145 (vyprodáno) |  |

| Report |

| 2. května 2025 04:00 | Edmonton Oilers | 6 : 4 (3:2, 2:1, 1:1) | Los Angeles Kings | Rogers Place, Edmonton Návštěvnost: 18 347 (vyprodáno) |  |

| Report |

Konečný stav série 4:2 na zápasy pro Edmonton Oilers.

### Semifinále Východní konference
Všechny časy zápasů jsou uvedeny ve středoevropském letním čase (UTC+2).

#### Toronto Maple Leafs (A1) – Florida Panthers (A3)
| 6. května 2025 02:00 | Toronto Maple Leafs | 5 : 4 (3:1, 1:0, 1:3) | Florida Panthers | Scotiabank Arena, Toronto Návštěvnost: 19 031 (vyprodáno) |  |

| Report |

| 8. května 2025 01:00 | Toronto Maple Leafs | 4 : 3 (1:1, 2:1, 1:1) | Florida Panthers | Scotiabank Arena, Toronto Návštěvnost: 19 261 (vyprodáno) |  |

| Report |

| 10. května 2025 01:00 | Florida Panthers | 5 : 4 PP (1:2, 3:1, 0:1 - 1:0) | Toronto Maple Leafs | Amerant Bank Arena, Sunrise Návštěvnost: 19 842 (vyprodáno) |  |

| Report |

| 12. května 2025 01:30 | Florida Panthers | 2 : 0 (1:0, 0:0, 1:0) | Toronto Maple Leafs | Amerant Bank Arena, Sunrise Návštěvnost: 19 894 (vyprodáno) |  |

| Report |

| 15. května 2025 01:00 | Toronto Maple Leafs | 1 : 6 (0:1, 0:3, 1:2) | Florida Panthers | Scotiabank Arena, Toronto Návštěvnost: 19 319 (vyprodáno) |  |

| Report |

| 17. května 2025 02:00 | Florida Panthers | 0 : 2 (0:0, 0:0, 0:2) | Toronto Maple Leafs | Amerant Bank Arena, Sunrise Návštěvnost: 19 797 (vyprodáno) |  |

| Report |

| 19. května 2025 01:30 | Toronto Maple Leafs | 1 : 6 (0:0, 0:3, 1:3) | Florida Panthers | Scotiabank Arena, Toronto Návštěvnost: 19 426 (vyprodáno) |  |

| Report |

Konečný stav série 4:3 na zápasy pro Florida Panthers.

#### Washington Capitals (M1) – Carolina Hurricanes (M2)
| 7. května 2025 01:00 | Washington Capitals | 1 : 2 PP (0:0, 1:0, 0:1 - 0:1) | Carolina Hurricanes | Capital One Arena, Washington, D.C. Návštěvnost: 18 573 (vyprodáno) |  |

| Report |

| 9. května 2025 01:00 | Washington Capitals | 3 : 1 (0:0, 1:0, 2:1) | Carolina Hurricanes | Capital One Arena, Washington, D.C. Návštěvnost: 18 573 (vyprodáno) |  |

| Report |

| 11. května 2025 00:00 | Carolina Hurricanes | 4 : 0 (0:0, 2:0, 2:0) | Washington Capitals | PNC Arena, Raleigh Návštěvnost: 19 174 (vyprodáno) |  |

| Report |

| 13. května 2025 01:00 | Carolina Hurricanes | 5 : 2 (1:0, 1:0, 3:2) | Washington Capitals | PNC Arena, Raleigh Návštěvnost: 19 138 (vyprodáno) |  |

| Report |

| 16. května 2025 01:00 | Washington Capitals | 1 : 3 (1:1, 0:0, 0:2) | Carolina Hurricanes | Capital One Arena, Washington, D.C. Návštěvnost: 18 573 (vyprodáno) |  |

| Report |

Konečný stav série 4:1 na zápasy pro Carolina Hurricanes.

### Semifinále Západní konference
Všechny časy zápasů jsou uvedeny ve středoevropském letním čase (UTC+2).

#### Winnipeg Jets (C1) – Dallas Stars (C2)
| 8. května 2025 03:30 | Winnipeg Jets | 2 : 3 (0:0, 2:3, 0:0) | Dallas Stars | Canada Life Center, Winnipeg Návštěvnost: 15 225 |  |

| Report |

| 10. května 2025 03:30 | Winnipeg Jets | 4 : 0 (2:0, 1:0, 1:0) | Dallas Stars | Canada Life Center, Winnipeg Návštěvnost: 15 225 |  |

| Report |

| 11. května 2025 22:30 | Dallas Stars | 5 : 2 (2:1, 0:1, 3:0) | Winnipeg Jets | American Airlines Center, Dallas Návštěvnost: 18 532 (vyprodáno) |  |

| Report |

| 14. května 2025 02:00 | Dallas Stars | 3 : 1 (1:0, 1:1, 1:0) | Winnipeg Jets | American Airlines Center, Dallas Návštěvnost: 18 532 (vyprodáno) |  |

| Report |

| 16. května 2025 03:30 | Winnipeg Jets | 4 : 0 (0:0, 1:0, 3:0) | Dallas Stars | Canada Life Center, Winnipeg Návštěvnost: 15 225 |  |

| Report |

| 18. května 2025 02:00 | Dallas Stars | 2 : 1 PP (0:0, 1:1, 0:0 - 1:0) | Winnipeg Jets | American Airlines Center, Dallas Návštěvnost: 18 532 (vyprodáno) |  |

| Report |

Konečný stav série 4:2 na zápasy pro Dallas Stars.

#### Vegas Golden Knights (P1) – Edmonton Oilers (P3)
| 7. května 2025 03:30 | Vegas Golden Knights | 2 : 4 (2:1, 0:0, 0:3) | Edmonton Oilers | T-Mobile Arena, Paradise Návštěvnost: 18 111 (vyprodáno) |  |

| Report |

| 9. května 2025 03:30 | Vegas Golden Knights | 4 : 5 PP (1:0, 1:3, 2:1 - 0:1) | Edmonton Oilers | T-Mobile Arena, Paradise Návštěvnost: 18 415 (vyprodáno) |  |

| Report |

| 11. května 2025 03:00 | Edmonton Oilers | 3 : 4 (2:2, 0:1, 1:1) | Vegas Golden Knights | Rogers Place, Edmonton Návštěvnost: 18 347 (vyprodáno) |  |

| Report |

| 13. května 2025 03:30 | Edmonton Oilers | 3 : 0 (2:0, 1:0, 0:0) | Vegas Golden Knights | Rogers Place, Edmonton Návštěvnost: 18 347 (vyprodáno) |  |

| Report |

| 15. května 2025 03:30 | Vegas Golden Knights | 0 : 1 PP (0:0, 0:0, 0:0 - 0:1) | Edmonton Oilers | T-Mobile Arena, Paradise Návštěvnost: 18 288 (vyprodáno) |  |

| Report |

Konečný stav série 4:1 na zápasy pro Edmonton Oilers.

### Finále Východní konference
Všechny časy zápasů jsou uvedeny ve středoevropském letním čase (UTC+2).

#### Carolina Hurricanes (M2) – Florida Panthers (A3)
| 21. května 2025 02:00 | Carolina Hurricanes | 2 : 5 (1:2, 0:1, 1:2) | Florida Panthers | PNC Arena, Raleigh Návštěvnost: 18 944 (vyprodáno) |  |

| Report |

| 23. května 2025 02:00 | Carolina Hurricanes | 0 : 5 (0:3, 0:1, 0:1) | Florida Panthers | PNC Arena, Raleigh Návštěvnost: 18 971 (vyprodáno) |  |

| Report |

| 25. května 2025 02:00 | Florida Panthers | 6 : 2 (1:0, 0:1, 5:1) | Carolina Hurricanes | Amerant Bank Arena, Sunrise Návštěvnost: 19 836 (vyprodáno) |  |

| Report |

| 27. května 2025 02:00 | Florida Panthers | 0 : 3 (0:0, 0:1, 0:2) | Carolina Hurricanes | Amerant Bank Arena, Sunrise Návštěvnost: 19 897 (vyprodáno) |  |

| Report |

| 29. května 2025 02:00 | Carolina Hurricanes | 3 : 5 (2:0, 0:3, 1:2) | Florida Panthers | PNC Arena, Raleigh Návštěvnost: 18 994 (vyprodáno) |  |

| Report |

Konečný stav série 4:1 na zápasy pro Florida Panthers.

### Finále Západní konference
Všechny časy zápasů jsou uvedeny ve středoevropském letním čase (UTC+2).

#### Dallas Stars (C2) – Edmonton Oilers (P3)
| 22. května 2025 02:00 | Dallas Stars | 6 : 3 (1:1, 0:2, 5:0) | Edmonton Oilers | American Airlines Center, Dallas Návštěvnost: 18 532 (vyprodáno) |  |

| Report |

| 24. května 2025 02:00 | Dallas Stars | 0 : 3 (0:1, 0:2, 0:0) | Edmonton Oilers | American Airlines Center, Dallas Návštěvnost: 18 532 (vyprodáno) |  |

| Report |

| 25. května 2025 21:00 | Edmonton Oilers | 6 : 1 (2:0, 1:1, 3:0) | Dallas Stars | Rogers Place, Edmonton Návštěvnost: 18 347 (vyprodáno) |  |

| Report |

| 28. května 2025 02:00 | Edmonton Oilers | 4 : 1 (1:0, 1:1, 2:0) | Dallas Stars | Rogers Place, Edmonton Návštěvnost: 18 347 (vyprodáno) |  |

| Report |

| 30. května 2025 02:00 | Dallas Stars | 3 : 6 (1:3, 1:1, 1:2) | Edmonton Oilers | American Airlines Center, Dallas Návštěvnost: 18 532 (vyprodáno) |  |

| Report |

Konečný stav série 4:1 na zápasy pro Edmonton Oilers.

### Finále Stanley Cupu
Všechny časy zápasů jsou uvedeny ve středoevropském letním čase (UTC+2).

#### Edmonton Oilers (P3) – Florida Panthers (A3)
| 5. června 2025 02:00 | Edmonton Oilers | 02:00 | Florida Panthers | Rogers Place, Edmonton |  |

| Report |

| 7. června 2025 02:00 | Edmonton Oilers | 02:00 | Florida Panthers | Rogers Place, Edmonton |  |

| Report |

| 10. června 2025 02:00 | Florida Panthers | 02:00 | Edmonton Oilers | Amerant Bank Arena, Sunrise |  |

| Report |

| 13. června 2025 02:00 | Florida Panthers | 02:00 | Edmonton Oilers | Amerant Bank Arena, Sunrise |  |

| Report |

| 15. června 2025 | Edmonton Oilers |  | Florida Panthers | Rogers Place, Edmonton |  |

| Report |

| 18. června 2025 | Florida Panthers |  | Edmonton Oilers | Amerant Bank Arena, Sunrise |  |

| Report |

| 21. června 2025 | Edmonton Oilers |  | Florida Panthers | Rogers Place, Edmonton |  |

| Report |

Konečný stav série X:X na zápasy pro, který získal Stanley Cup.

## Hráčské statistiky play off

### Kanadské bodování
Toto je pořadí hráčů podle dosažených bodů. Za jeden vstřelený gól nebo přihrávku na gól hráč získal jeden bod. 
| Poř. | Hráč                | Tým                 | Z  | G  | A  | B  | TM | +/- |
| ---- | ------------------- | ------------------- | -- | -- | -- | -- | -- | --- |
| 1.   | Connor McDavid      | Edmonton Oilers     | 16 | 6  | 20 | 26 | 4  | +10 |
| 2.   | Leon Draisaitl      | Edmonton Oilers     | 16 | 7  | 18 | 25 | 2  | +11 |
| 3.   | Mikko Rantanen      | Dallas Stars        | 18 | 9  | 13 | 22 | 10 | -3  |
| 4.   | Ryan Nugent-Hopkins | Edmonton Oilers     | 16 | 5  | 13 | 18 | 4  | +8  |
| 5.   | Aleksander Barkov   | Florida Panthers    | 17 | 6  | 11 | 17 | 2  | +4  |
| 6.   | Evan Bouchard       | Edmonton Oilers     | 16 | 6  | 11 | 17 | 4  | +9  |
| 7.   | Kyle Connor         | Winnipeg Jets       | 13 | 5  | 12 | 17 | 0  | +4  |
| 8.   | Sam Bennett         | Florida Panthers    | 17 | 10 | 6  | 16 | 26 | +2  |
| 9.   | Seth Jarvis         | Carolina Hurricanes | 15 | 6  | 10 | 16 | 6  | +2  |
| 10.  | Matthew Tkachuk     | Florida Panthers    | 17 | 5  | 11 | 16 | 29 | +4  |

### Hodnocení brankářů
Toto je pořadí brankářů seřazených podle průměru obdržených branek na zápas. Odchytaných minimálně 420 minut. 
| Poř. | Hráč              | Tým                 | Z  | MIN      | OG | PZ  | PS  | POG  | Úsp% |
| ---- | ----------------- | ------------------- | -- | -------- | -- | --- | --- | ---- | ---- |
| 1.   | Frederik Andersen | Carolina Hurricanes | 13 | 743:04   | 25 | 244 | 269 | 2.02 | 90.7 |
| 2.   | Sergej Bobrovskij | Florida Panthers    | 17 | 1 025:25 | 36 | 372 | 408 | 2.11 | 91.2 |
| 3.   | Logan Thompson    | Washington Capitals | 10 | 596:30   | 24 | 266 | 290 | 2.41 | 91.7 |
| 4.   | Stuart Skinner    | Edmonton Oilers     | 10 | 594:01   | 25 | 236 | 261 | 2.53 | 90.4 |
| 5.   | Jordan Binnington | St. Louis Blues     | 7  | 450:30   | 19 | 173 | 192 | 2.53 | 90.1 |

## Milníky

### První zápasy
Následující tabulka obsahuje významné hráče, kteří odehráli v průběhu sezony 2024/25 svůj první zápas v NHL.
| Hráč              | Tým             | Poznámka             |
| ----------------- | --------------- | -------------------- |
| Macklin Celebrini | San Jose Sharks | Jednička draftu 2024 |

### Dosažené důležité milníky
- 8. října 2024 jmenoval tým Seattle Kraken svým novým kapitánem Jordana Eberleho. Díky tomu se jednalo první sezónou od ročníku 2010/11, kdy měl každý klub NHL svého kapitána.[7]
- 10. října 2024 vstřelil útočník Winnipegu Jets Kyle Connor gól v prvním zápase Winnipegu již posedmé v řadě, čímž vytvořil nový rekord NHL v počtu gólů v úvodu sezony za sebou.[8][9]
- 15. října 2024 zaznamenal brankář New Jersey Devils Jake Allen výhru 3:0 nad Utahem a stal se tak prvním brankářem v historii NHL, který zaznamenal výhru nad 33 různými kluby.[10]
- 16. října 2024 se brankář Minnesoty Wild Filip Gustavsson stal 15. brankářem v historii NHL, který vstřelil gól v zápase NHL.[11]
- 17. října 2024 zaznamenal útočník Pittsburghu Penguins Sidney Crosby svůj 1600. bod a stal se tak desátým hráčem, který této mety dosáhl.[12]
- 17. října 2024 vstřelil útočník Pittsburghu Penguins Jevgenij Malkin svůj 500. gól a stal se 48. hráčem, který této mety dosáhl.[13]
- 18. října 2024 odehrál obránce Nashville Predators Luke Schenn svůj 1000. zápas v NHL a stal se 399. hráčem, který této mety dosáhl.[14]
- 20. října 2024 odehrál obránce Vancouver Canucks Tyler Myers svůj 1000. zápas v NHL a stal se tak 400. hráčem, který této mety dosáhl.[15]
- 25. října 2024 zaznamenal brankář Floridy Panthers Sergej Bobrovskij své 400. vítězství a stal se tak 14. brankářem, který této mety dosáhl. Bobrovskij se také stal nejrychlejším brankářem, který dosáhl 400 vítězství v historii NHL, když tak učinil ve svém 707. zápase NHL.[16]
- 2. listopadu 2024 odehrál útočník Calgary Flames Mikael Backlund svůj 1000. zápas v NHL a stal se 401. hráčem, který této mety dosáhl.[17]
- 4. listopadu 2024 zaznamenal útočník Winnipegu Jets Nikolaj Ehlers svůj 474. bod, čímž vytvořil nový rekord v počtu bodů mezi dánskými hráči a překonal dosavadní rekord Franse Nielsena.[18]
- 8. listopadu 2024 zaznamenali Winnipeg Jets ve svém 14. zápase 13. vítězství a stali se tak druhým týmem v historii NHL, který vyhrál 13 z prvních 14 zápasů (vedle Ottawy Senators v sezóně 2007/08).[19]
- 14. listopadu 2024 odehrál obránce Toronta Maple Leafs Oliver Ekman-Larsson svůj 1000. zápas v NHL a stal se 402. hráčem, který dosáhl této mety.[20]
- 15. listopadu 2024 zaznamenal brankář Tampy Bay Lightning Andrej Vasilevskij své 300. vítězství a stal se 40. brankářem, který této mety dosáhl. Vasilevskij se také stal nejrychlejším brankářem, který dosáhl 300 vítězství v historii NHL, když tak učinil ve svém 490. zápase NHL a překonal tak dosavadní rekord Jacquese Planta.[21]
- 15. listopadu 2024 zaznamenal útočník Edmontonu Oilers Connor McDavid svůj 1000. bod a stal se 99. hráčem, který této mety dosáhl. McDavid se také stal čtvrtým nejrychlejším hráčem, který tohoto milníku dosáhl v 659 zápasech.[22]
- 17. listopadu 2024 odehrál obránce Philadelphie Flyers Erik Johnson svůj 1000. zápas v NHL a stal se 403. hráčem, který této mety dosáhl.[23]
- 22. listopadu 2024 odehrál brankář New Jersey Devils Jacob Markström svůj 500. zápas a stal se 80. brankářem, který dosáhl této mety.[24]
- 24. listopadu 2024 vstřelil útočník Pittsburghu Penguins Sidney Crosby svůj 600. gól a stal se tak 21. hráčem, který této mety dosáhl.[25]
- 30. listopadu 2024 odehrál brankář Detroitu Red Wings Cam Talbot svůj 500. zápas a stal se 81. brankářem, který dosáhl této mety.[26]
- 2. prosince 2024 zaznamenal brankář Vancouveru Canucks Kevin Lankinen vítězství 5:4 v prodloužení nad Detroitem Red Wings a stal se prvním brankářem v historii NHL, který na začátku sezóny vyhrál 10 po sobě jdoucích venkovních zápasů.[27]
- 13. prosince 2024 odehrál brankář Tampy Bay Lightning Andrej Vasilevskij svůj 500. zápas a stal se 82. brankářem, který dosáhl této mety.[28]
- 18. prosince 2024 podepsal Kevin He tříletou vstupní smlouvu s týmem Winnipegem Jets a stal se tak prvním hráčem čínského původu, který podepsal smlouvu v NHL.[29]
- 31. prosince 2024 odehrál obránce St. Louis Blues Cam Fowler svůj 1000. zápas v NHL a stal se 404. hráčem, který této mety dosáhl. Fowler se také stal prvním hráčem v historii NHL, který odehrál svůj 1000. zápas v utkání pod širým nebem, a to v utkání Winter Classic v roce 2025.[30]
- 5. ledna 2025 odehrál útočník Los Angeles Kings Trevor Lewis svůj 1000. zápas v NHL a stal se 405. hráčem, který dosáhl této mety.[31]
- 8. ledna 2025 zaznamenal brankář Winnipegu Jets Connor Hellebuyck své 300. vítězství a stal se 41. brankářem, který této mety dosáhl.[32]